# Osmoy (Cher)
Osmoy és un municipi francès, situat al departament de Cher i a la regió de Centre – Vall del Loira. L'any 2007 tenia 189 habitants.

## Demografia

### Població
El 2007 la població de fet d'Osmoy era de 189 persones. Hi havia 64 famílies, de les quals 8 eren unipersonals (4 homes vivint sols i 4 dones vivint soles), 12 parelles sense fills, 32 parelles amb fills i 12 famílies monoparentals amb fills.
La població ha evolucionat segons el següent gràfic:
Habitants censats

### Habitatges
El 2007 hi havia 69 habitatges, 64 eren l'habitatge principal de la família, 1 era una segona residència i 4 estaven desocupats. 64 eren cases i 5 eren apartaments. Dels 64 habitatges principals, 44 estaven ocupats pels seus propietaris, 13 estaven llogats i ocupats pels llogaters i 7 estaven cedits a títol gratuït; 2 tenien dues cambres, 4 en tenien tres, 13 en tenien quatre i 45 en tenien cinc o més. 48 habitatges disposaven pel capbaix d'una plaça de pàrquing. A 19 habitatges hi havia un automòbil i a 45 n'hi havia dos o més.

### Piràmide de població
La piràmide de població per edats i sexe el 2009 era:
| Homes | Edats   | Dones |
| ----- | ------- | ----- |
| 0     | 95 o +  | 0     |
| 0     | 90 a 94 | 0     |
| 0     | 85 a 89 | 0     |
| 0     | 80 a 84 | 0     |
| 0     | 75 a 79 | 0     |
| 4     | 70 a 74 | 4     |
| 0     | 65 a 69 | 4     |
| 0     | 60 a 64 | 0     |
| 0     | 55 a 59 | 0     |
| 8     | 50 a 54 | 8     |
| 12    | 45 a 49 | 8     |
| 16    | 40 a 44 | 16    |
| 4     | 35 a 39 | 4     |
| 4     | 30 a 34 | 0     |
| 4     | 25 a 29 | 12    |
| 4     | 20 a 24 | 12    |
| 68    | 15 a 19 | 40    |
| 32    | 10 a 14 | 8     |
| 12    | 5 a 9   | 0     |
| 0     | 0 a 4   | 0     |

## Economia
El 2007 la població en edat de treballar era de 132 persones, 105 eren actives i 27 eren inactives. De les 105 persones actives 100 estaven ocupades (55 homes i 45 dones) i 5 estaven aturades (1 home i 4 dones). De les 27 persones inactives 14 estaven jubilades, 8 estaven estudiant i 5 estaven classificades com a «altres inactius».

### Ingressos
El 2009 a Osmoy hi havia 67 unitats fiscals que integraven 189,5 persones, la mediana anual d'ingressos fiscals per persona era de 23.435 €.

### Activitats econòmiques
Dels 6 establiments que hi havia el 2007, 1 era d'una empresa de construcció, 2 d'empreses financeres, 1 d'una empresa immobiliària i 2 d'empreses de serveis.
Dels 2 establiments de servei als particulars que hi havia el 2009, 1 era una fusteria i 1 perruqueria.
L'any 2000 a Osmoy hi havia 11 explotacions agrícoles que ocupaven un total de 2.256 hectàrees.

## Poblacions més properes
El següent diagrama mostra les poblacions més properes.